# Milly Reuter
Pour les articles homonymes, voir Reuter.
Mathilde « Milly » Emilie Reuter (née le 1er octobre 1904 à Francfort-sur-le-Main et morte le 30 avril 1976 dans cette même ville) est une athlète allemande, spécialiste du lancer du disque. 

## Biographie
Le 22 août 1926, à Brunswick, Milly Reuter améliore le record du monde du lancer du disque de la Polonaise Halina Konopacka en établissant la marque de 38,34 m. Ce record est battu en 1927 par Halina Konopacka. 
Elle participe aux Jeux olympiques de 1928 à Amsterdam et se classe quatrième de la finale du lancer du disque.